# Polski spaniel mysliwski
Polski spaniel mysliwski (polsk jaktspaniel) är en hundras från Polen. Den har sitt ursprung genom korsning av cocker spaniel, springer spaniel, field spaniel och sussex spaniel som importerades till det polska området under senare delen av 1800-talet. Rasen är en stötande jaktspaniel för småviltjakt. Det medvetna avelsarbetet började på 1980- och 90-talet. Rasen erkändes nationellt av den polska kennelklubben Związek Kynologiczny w Polsce (ZKwP) 2016 och 2022 erkändes den av Svenska Kennelklubben (SKK).